# Sabiana Anestor
Sabiana Anestor, född 31 mars 1994, är en haitisk judoutövare.
Anestor tävlade för Haiti vid olympiska sommarspelen 2020 i Tokyo. Hon blev utslagen i den första omgången i halv lättvikt mot Tetiana Levytska-Shukvani.